# Robert Gwisdek

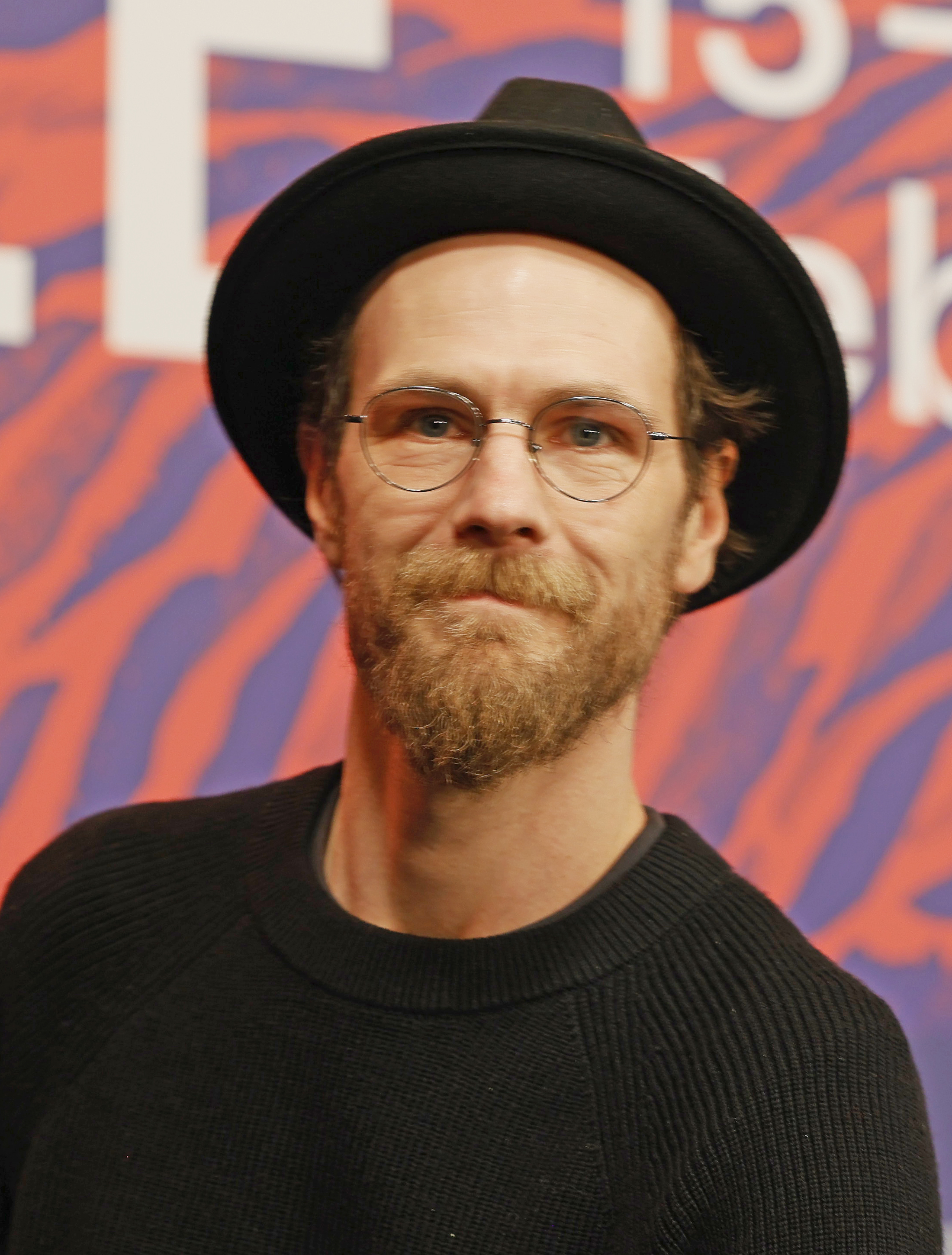
Robert Gwisdek (2024)

Robert Gwisdek (* 29. Januar 1984 in Ost-Berlin) ist ein deutscher Schauspieler, Regisseur, Musiker und Buchautor. Als Musiker ist er unter dem Künstlernamen Käptn Peng bekannt und Teil der Alternative-Hip-Hop-Band Käptn Peng & Die Tentakel von Delphi.

## Leben

### Familie
Robert Gwisdek wurde im Januar 1984 als Sohn des Schauspielers Michael Gwisdek (1942–2020) und der Schauspielerin Corinna Harfouch (* 1954) geboren. Johannes Gwisdek (* 1980) ist sein Halbbruder, Catherine Stoyan (* 1959) seine Tante.

### Film und Fernsehen
Bereits im Alter von fünf Jahren stand Robert Gwisdek unter der Regie seines Vaters in dessen Regiedebüt Treffen in Travers an der Seite seiner Mutter und seines Halbbruders als Dorfjunge erstmals vor der Kamera. 1999 spielte er in Anno Sauls leisem Drama Grüne Wüste um eine schüchterne Kinderfreundschaft neben Martina Gedeck, Ulrich Noethen und Heino Ferch die Rolle des krebskranken Jungen Johann.
Von 2002 bis 2006 absolvierte er in Potsdam den Studiengang Schauspiel an der Hochschule für Film und Fernsehen „Konrad Wolf“ (HFF) und hatte in dieser Zeit seine ersten größeren Engagements, unter anderem in dem Spielfilm NVA oder im Donna-Leon-Fernsehkrimi Verschwiegene Kanäle (beide 2005), sowie dem Abschlussfilm Berliner Reigen (2006). 2008 wurde er für die Rolle des Anton Brenner im Spielfilm Väter, denn sie wissen nicht, was sich tut als bester Nachwuchsschauspieler mit dem Günter-Strack-Fernsehpreis ausgezeichnet. 2009 spielte er in der Kinofilmkomödie 13 Semester an der Seite von Max Riemelt den Wirtschaftsmathematikstudenten Dirk.
2010 verkörperte er in der Dreiecksgeschichte zwischen dem Rollstuhlfahrer Ben, seinem Zivi und einer umtriebigen Studentin Renn, wenn du kannst die Figur des Ben und stand in Bodo Fürneisens Verfilmung des Märchens Die Prinzessin auf der Erbse nach Hans Christian Andersen als heiratsunwilliger Prinz gemeinsam mit seinem Vater Michael Gwisdek vor der Kamera. Im Juni 2011 sah man ihn in der Filmadaption des Theaterstücks Kasimir und Karoline von Ödön von Horváth in der Rolle des verhärteten Underdog Merkel, des arbeitslosen Freundes des Protagonisten Kasimir.
2013 wurde er für seine Nebenrolle des unehelichen Sohnes von Katja Riemann und Sebastian Koch in dem Drama Das Wochenende (2012) für den Deutschen Filmpreis nominiert, den aber sein Vater Michael für seine Rolle im Film Oh Boy gewinnen konnte. 2018 erhielt er die Auszeichnung für seine Darstellung des sensationsgierigen Reporters Michael Jürgs in Emily Atefs Filmbiografie 3 Tage in Quiberon. 2024 erhielt er eine dritte Nominierung für den Filmpreis für seine Nebenrolle in Sterben.

### Musikprojekte alsKäptn Peng
Robert Gwisdek ist unter dem Pseudonym Käptn Peng als Musiker des Alternative Hip-Hop bekannt. Er betrieb von 2009 bis 2012 mit seinem älteren Halbbruder Johannes („Shaban“) das Hip-Hop-Projekt shaban feat. Käptn Peng. Im März 2012 veröffentlichte das Duo ihr bisher einziges Album Die Zähmung der Hydra auf dem eigenen Label Kreismusik.
Seither sind beide Teil der Alternative-Hip-Hop-Band Käptn Peng & Die Tentakel von Delphi, die zum selben Label gehört und deren Sänger Gwisdek ist. Im April 2013 erschien mit Expedition ins O das erste Album der Band. Selbige war auch für die Musik zum Film Alki Alki verantwortlich, der im Juni 2015 erschien. Im Mai 2017 veröffentlichten sie das Album Das nullte Kapitel.

### Regie
2022 gründete Robert Gwisdek die Filmproduktionsfirma Kreisfilm. Im gleichen Jahr übernahm Gwisdek die Regie für die Musikvideos der Singles Zeit und Angst von Rammstein. Zur gleichen Zeit schrieb, schnitt und inszenierte er zwei Kinofilme. Der erste, 2023 fertiggestellte Film „Der Junge, dem die Welt gehört“ mit Faber, Chiara Höflich, Denis Lavant und Corinna Harfouch hat im Frühling 2024 Premiere. Der direkte im Abschluss entstandene „Ein Film über den Tod“ mit Christian Friedel in der Hauptrolle befindet sich im Schnitt. Des Weiteren hat Robert Gwisdek diverse Kurzfilme und Musikvideos umgesetzt.

### Weitere Tätigkeiten
Gwisdek spricht Hörspiele ein. 2014 erschien unter dem Titel Der unsichtbare Apfel beim Kölner Publikumsverlag Kiepenheuer & Witsch sein fiktionaler Debütroman, in dem es um Igor geht, der sich  für eine Reise in die eigene Gedankenwelt hundert Tage in einem dunklen, von Geräuschen abgeschirmten Raum aufhält.

## Filmografie

### Kino
- 1989: Treffen in Travers
- 1994: Abschied von Agnes
- 1996: Irren ist männlich
- 1999: Grüne Wüste
- 2005: Durch diese Nacht sehe ich keinen einzigen Stern
- 2005: NVA
- 2007: Berliner Reigen
- 2008: Lauf um Dein Leben – Vom Junkie zum Ironman
- 2008: Faust. Der Tragödie erster Teil
- 2009: La Isla Bonita
- 2009: 13 Semester
- 2009: Mensch Kotschie
- 2010: Renn, wenn du kannst
- 2012: Kohlhaas oder die Verhältnismäßigkeit der Mittel
- 2012: 3 Zimmer/Küche/Bad
- 2012: Das Wochenende
- 2014: Schoßgebete
- 2015: Alki Alki
- 2015: Heil
- 2017: Tiger Girl
- 2017: Blind & Hässlich
- 2018: 3 Tage in Quiberon
- 2024: Sterben
- 2024: Der Junge dem die Welt Gehört (Drehbuch, Regisseur)
- 2024: Die Ironie des Lebens

### Fernsehen
- 1999: Sturmzeit (Mehrteiler, Teil 5)
- 2005: Donna Leon – Verschwiegene Kanäle (Fernsehreihe)
- 2006: Väter, denn sie wissen nicht, was sich tut (Fernsehfilm)
- 2007: Die Todesautomatik (Fernsehfilm)
- 2008: Kommissar Stolberg (Fernsehserie, Folge Die besten Jahre)
- 2010: Die Prinzessin auf der Erbse (Fernsehfilm)
- 2010: Tod einer Schülerin (Fernsehfilm)
- 2010: Neue Vahr Süd (Fernsehfilm)
- 2011: Kasimir und Karoline (Fernsehfilm)
- 2011: Tatort: Heimatfront (Fernsehreihe)
- 2011: Tatort: Mauerpark (Fernsehreihe)
- 2014: Weiter als der Ozean (Fernsehfilm)
- 2015: Tatort: Schwanensee (Fernsehreihe)
- 2015: Der weiße Äthiopier (Fernsehfilm)
- 2016: Die Glasbläserin (Fernsehfilm)
- 2024: Die Ironie des Lebens

### Kurzfilme
- 2005: Der Brand
- 2006: Firn
- 2013: Circuit

### Musikvideos
Hier ausgenommen sind Käptn-Peng-Videos.
- Rammstein:
  - 2022: Zeit (Regisseur)
  - 2022: Angst (Regisseur)
- Bonaparte:
  - 2024: People vs. Money / Fuck Money (Chief Witch)

## Hörspiele und Features
- 2012: Patrick Findeis: Kein schöner Land (Rottensol) – Regie: Kai Grehn (Hörspiel – SWR)
- 2013: E. M. Cioran: Vom Nachteil, geboren zu sein – Regie: Kai Grehn (Hörspiel – SWR)
- 2013: Mark Twain: Der geheimnisvolle Fremde (Seppi) – Regie: Kai Grehn (Hörspiel – DLR / Hörbuch Hamburg, ISBN 978-3-89903-883-5)
- 2014: Walt Whitman: Children of Adam – Übersetzung und Regie: Kai Grehn (Klangkunst – RB / DKultur / SWR / Hörbuch Hamburg, ISBN 978-3-89903-914-6)
- 2014: Andreas Bick: Bay Area Disrupted – Regie: Andreas Bick (Feature – WDR)
- 2016: Franz Kafka: LiteratPrivat (Hörspiel-Lesung – lit.Cologne / WDR, ISBN 978-3-8371-3389-9)
- 2019: Fernando Pessoa: Tape-Recordings eines metaphysischen Ingenieurs – Regie: Kai Grehn (Hörspiel – BR / Major Label, ISBN 978-3-945715-36-9)

## Diskographie
Shaban & Käptn Peng
- Die Zähmung der Hydra (2012, Kreismusik)

Käptn Peng & Die Tentakel von Delphi
- Expedition ins O (2013, Kreismusik)
- Alki, Alki (Musik zum Film) (2015, Kreismusik)
- Das nullte Kapitel (2017, Kreismusik)
- Drachendressur EP (2019, Kreismusik)
- It's is my life – Zyklopen im Traktorstrahl (2019, Kreismusik)
- Die Känguru Verschwörung OST (2022, Kreismusik)

Käptn Peng Solo
- Der Junge dem die Welt gehört Soundtrack (2024, Kreismusik)

## Literarische Werke
- Der unsichtbare Apfel. Kiepenheuer & Witsch, Köln 2014, ISBN 978-3-462-04641-0.
- Der Habicht und der Hahn, Kinderbuch ab 5 Jahren, Illustrationen von Melanie Garanin, mairisch Verlag, Hamburg 2021, ISBN 978-3-948722-12-8.

## Auszeichnungen
- 2005: Solo-Darstellerpreis beim Theatertreffen Deutschsprachiger Schauspielstudierender[21]
- 2008: Günter-Strack-Fernsehpreis für seine Rolle in Väter, denn sie wissen nicht, was sich tut[6]
- 2010: Filmkunstpreis in der Kategorie Besondere Einzelleistung beim Festival des deutschen Films in Ludwigshafen für Renn, wenn Du kannst[7]
- 2013: Franz Hofer-Preis/Filmhaus Award vom Filmhaus Saarbrücken[22]
- 2015: Webvideopreis in der Kategorie AAA DIRECTING[23]
- 2018: Deutscher Filmpreis für 3 Tage in Quiberon (Beste männliche Nebenrolle)[12]